# Clathria kilauea
Clathria kilauea är en svampdjursart som först beskrevs av de Laubenfels 1951.  Clathria kilauea ingår i släktet Clathria och familjen Microcionidae. Inga underarter finns listade i Catalogue of Life.